# ジーリ (小惑星)
ジーリ (332 Siri) は小惑星帯にある典型的な小惑星。
1892年3月19日にマックス・ヴォルフによってドイツのハイデルベルクで発見された。命名の由来は不明である。